# Bohemia Interactive Studio
Bohemia Interactive Studio (BIS) は、チェコのプラハに本拠を置くコンピュータゲーム開発会社。代表作であるArmA: Armed Assaultシリーズの技術を利用し関連会社が軍事機関向けシミュレータを開発・販売している。

## 概要
1999年に設立した会社で、Windows用の戦場シミュレーションゲーム（軍事FPS）の開発元（デベロッパー）として知られる。代表者はMarek Španěl。会社の敷地内にはコレクションの軍用車両がある。
2001年に代表作である「Operation Flashpoint: Cold War Crisis」 (OFP: CWC、ArmA: Cold War Assault) 、2006年には後継作品に当たる「ArmA: Armed Assault」 (ArmA) をリリースしている。
OFPの発売元（パブリッシャー）はイギリスのCodemasters社であり、OFP用の拡張パックGold Upgrade（日本ではRed Hammer）で追加されたRed Hammerキャンペーンについては同社が開発した。ArmAの発売元は世界規模ではイギリスの505 Games社だが、国や地域よっては他の会社が行っており複数に分かれている。ArmAの世界的な題名はArmA: Armed Assaultだが、北米での題名はArmA: Combat Operationsであり内容も僅かに異なる。
2009年にリリースした「ARMA 2」は、BISにとってOFP: CWCの完全な続編という位置付けであり、以前は「Game 2」と呼ばれていたプロジェクトである。Codemasters社は、「Operation Flashpoint: Dragon Rising」 (OFP: DR) と呼ばれるOFP: CWCの続編を独自に開発しているが、これにBISは関与していない。
2011年にはARMA 2のエンジンをベースに、ヘリのフライトシミュレータとして変更、拡張を行った「Take On Helicopters」をリリースしている。
また、BISはSF RTS「Carrier Command: Gaea Mission」をBlack Element Softwar社と共同開発し、PCと家庭用ゲーム機Xbox 360向けに2012年9月にリリースした。この作品は1988年にAmigaやAtari ST向けに発売された「Carrier Command」のリメイクである。

### 開発作品

#### Operation Flashpoint: Cold War Crisis (ArmA: Cold War Assault)
- Operation Flashpoint: Cold War Crisis （OFP本体）
- Operation Flashpoint: Gold Edition （OFP本体＋拡張パックGU）
- Operation Flashpoint: Resistance （拡張パックRES）
- Operation Flashpoint: Game of the Year Edition （OFP本体＋GU＆RES）
- Operation Flashpoint: Elite （Xbox版）
- ArmA: Cold War Assault （OFP本体＋RES＋バージョン1.99アップデート、及びタイトル変更）

#### ArmA: Armed Assault
- ArmA: Armed Assault （ArmA本体） / ArmA: Combat Operations （北米仕様）
- ArmA: Queen's Gambit （拡張パックQG）
- ArmA: Armed Assault Gold Edition （ArmA本体＋QG）

#### ARMA 2
- ARMA 2（ArmA2本体）
- ARMA 2: Operation Arrowhead（単体動作型拡張パックOA）
- ARMA 2: Combined Operations（ArmA2本体＋OA）
- ARMA 2: British Armed Forces（アドオンパックBAF）
- ARMA 2: Private Military Company（アドオンパックPMC）
- ARMA 2: Firing Range（アンドロイドOS、iOS向けの射撃を中心とした内容のアプリ）

#### ARMA 3
- ARMA 3（A3本体）

#### ARMA Tactics
- ARMA Tactics

#### Take On Helicopters
- Take On Helicopters

#### Carrier Command: Gaea Mission
- Carrier Command: Gaea Mission

#### Take On Mars
- Take On Mars

## Bohemia Interactive Simulations（旧 Bohemia Interactive Australia）
Bohemia Interactive Australia (BIA) は、BISとデイヴィッド・ラゲッティー (David Lagettie) によって作られたオーストラリアの分社である。世界各国の軍事機関向けにWindows用の軍事訓練シミュレーションプログラム（シミュレータ）であるVirtual Battlespace (VBS) を開発しており、2002年に「VBS1」（OFP: CWCのエンジンを元に開発）、2007年に「VBS2」（ArmAのエンジンを元に開発）をリリースしていた。
現在は米国やチェコのオフィスも統合しBohemia Interactive Simulations (BISim) となっている。
VBSはVirtual Battlespaceの略（VBS1の開発当初はVirtual Battlefield Systemと呼ばれていた）であるが、製品名ではVBS1・VBS2として販売されている。一般にもオンラインで販売されているが、BISの一般市場向け製品と比べると高価である。

### 開発作品

#### VBS
- VBS1
- VBS2